# HD 208132
HD 208132，又名BD+65 1664，SAO 19686、HR 8361，是一颗恒星，视星等为6.37，位于銀經105.85，銀緯9.04，其B1900.0坐标为赤經21h 49m 7.2s，赤緯+65° 9.04′ 59″。